# كاستيلو برانكو
قشتالة البيضاء أو كَستِلَّة بَرَنْكة أو (نقحرة: كاستيلو برانكو) هي مدينة من مدن البرتغال. يبلغ عدد سكانها 56,109 نسمة وذلك حسب إحصائيات سنة 2011. تبلغ مساحتها 1438.19 كم² مما يجعلها أحد أكبر البلديات في البرتغال. واسم كاستيلو برانكو في البرتغالية يعني «القلعة البيضاء».

## المناخ
يظهر الجدول التالي التغييرات المناخية على مدار السنة لكاستيلو برانكو:
| البيانات المناخية لـكاستيلو برانكو | البيانات المناخية لـكاستيلو برانكو | البيانات المناخية لـكاستيلو برانكو | البيانات المناخية لـكاستيلو برانكو | البيانات المناخية لـكاستيلو برانكو | البيانات المناخية لـكاستيلو برانكو | البيانات المناخية لـكاستيلو برانكو | البيانات المناخية لـكاستيلو برانكو | البيانات المناخية لـكاستيلو برانكو | البيانات المناخية لـكاستيلو برانكو | البيانات المناخية لـكاستيلو برانكو | البيانات المناخية لـكاستيلو برانكو | البيانات المناخية لـكاستيلو برانكو | البيانات المناخية لـكاستيلو برانكو |
| الشهر                              | يناير                              | فبراير                             | مارس                               | أبريل                              | مايو                               | يونيو                              | يوليو                              | أغسطس                              | سبتمبر                             | أكتوبر                             | نوفمبر                             | ديسمبر                             | المعدل السنوي                      |
| ---------------------------------- | ---------------------------------- | ---------------------------------- | ---------------------------------- | ---------------------------------- | ---------------------------------- | ---------------------------------- | ---------------------------------- | ---------------------------------- | ---------------------------------- | ---------------------------------- | ---------------------------------- | ---------------------------------- | ---------------------------------- |
| الدرجة القصوى °م (°ف)              | 25.4 (77.7)                        | 22.3 (72.1)                        | 27.1 (80.8)                        | 30.0 (86.0)                        | 35.5 (95.9)                        | 40.0 (104.0)                       | 40.8 (105.4)                       | 41.6 (106.9)                       | 40.2 (104.4)                       | 32.5 (90.5)                        | 25.2 (77.4)                        | 20.1 (68.2)                        | 41.6 (106.9)                       |
| متوسط درجة الحرارة الكبرى °م (°ف)  | 12.1 (53.8)                        | 14.0 (57.2)                        | 17.7 (63.9)                        | 18.7 (65.7)                        | 22.9 (73.2)                        | 28.3 (82.9)                        | 32.2 (90.0)                        | 31.9 (89.4)                        | 27.4 (81.3)                        | 21.0 (69.8)                        | 15.6 (60.1)                        | 12.4 (54.3)                        | 21.1 (70.0)                        |
| المتوسط اليومي °م (°ف)             | 8.1 (46.6)                         | 9.6 (49.3)                         | 12.6 (54.7)                        | 13.5 (56.3)                        | 17.2 (63.0)                        | 21.7 (71.1)                        | 24.9 (76.8)                        | 24.8 (76.6)                        | 21.4 (70.5)                        | 16.4 (61.5)                        | 11.7 (53.1)                        | 8.8 (47.8)                         | 15.8 (60.4)                        |
| متوسط درجة الحرارة الصغرى °م (°ف)  | 4.1 (39.4)                         | 5.1 (41.2)                         | 7.3 (45.1)                         | 8.3 (46.9)                         | 11.4 (52.5)                        | 15.0 (59.0)                        | 17.6 (63.7)                        | 17.5 (63.5)                        | 15.3 (59.5)                        | 11.8 (53.2)                        | 7.6 (45.7)                         | 5.1 (41.2)                         | 10.5 (50.9)                        |
| أدنى درجة حرارة °م (°ف)            | −3.9 (25.0)                        | −2.2 (28.0)                        | −4.8 (23.4)                        | 0.4 (32.7)                         | 2.9 (37.2)                         | 7.3 (45.1)                         | 8.9 (48.0)                         | 10.0 (50.0)                        | 6.2 (43.2)                         | 3.4 (38.1)                         | −2.4 (27.7)                        | −3.4 (25.9)                        | −4.8 (23.4)                        |
| الهطول مم (إنش)                    | 101.0 (3.98)                       | 71.3 (2.81)                        | 55.3 (2.18)                        | 60.6 (2.39)                        | 53.7 (2.11)                        | 21.6 (0.85)                        | 8.3 (0.33)                         | 8.1 (0.32)                         | 39.8 (1.57)                        | 124.5 (4.90)                       | 114.9 (4.52)                       | 124.2 (4.89)                       | 783.3 (30.84)                      |
| المصدر:                            |                                    |                                    |                                    |                                    |                                    |                                    |                                    |                                    |                                    |                                    |                                    |                                    |                                    |

## توأمة
لكاستيلو برانكو اتفاقيات توأمة مع كل من:
- بلاسينثيا
- قصرش

## معرض صور

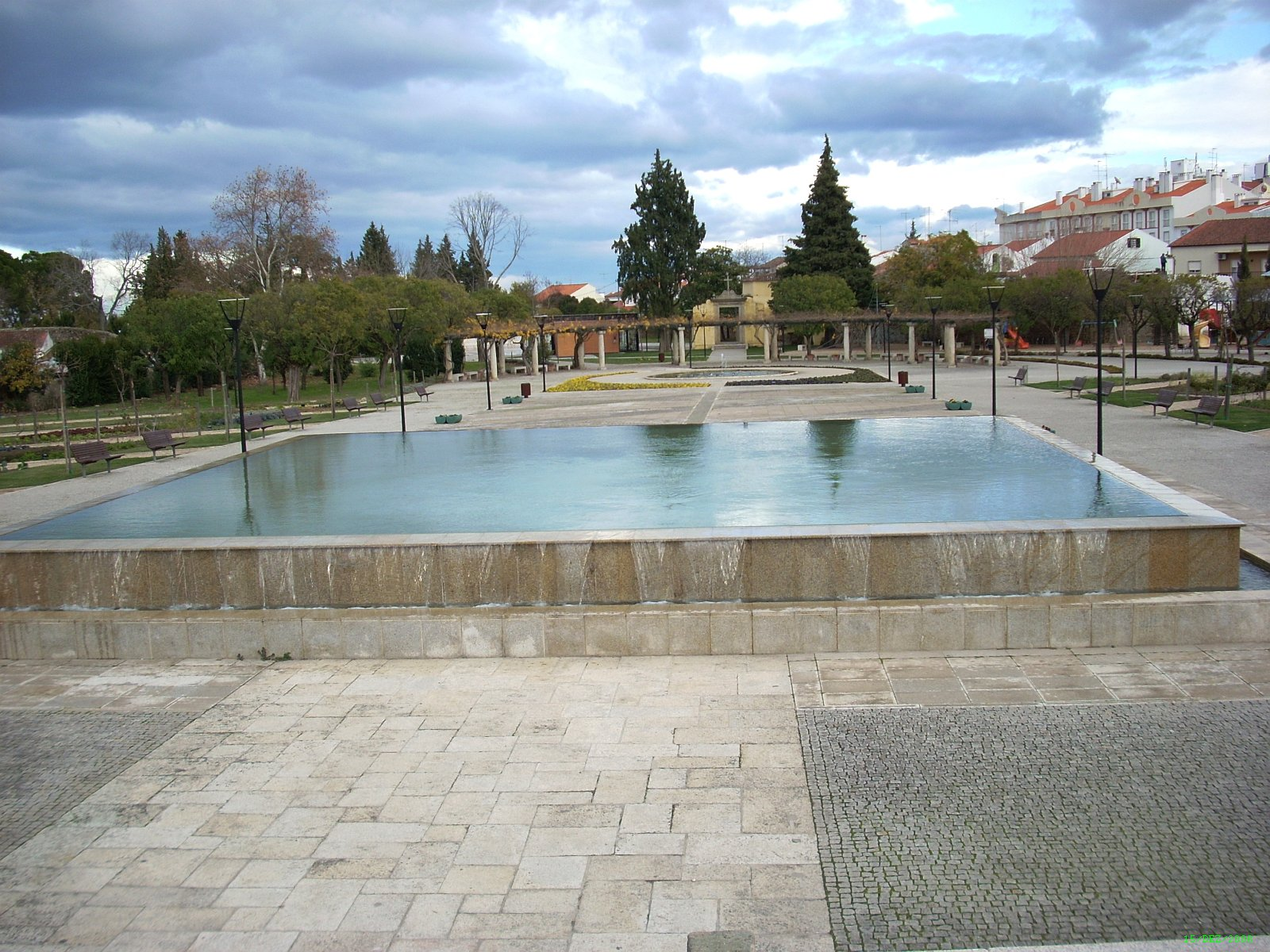
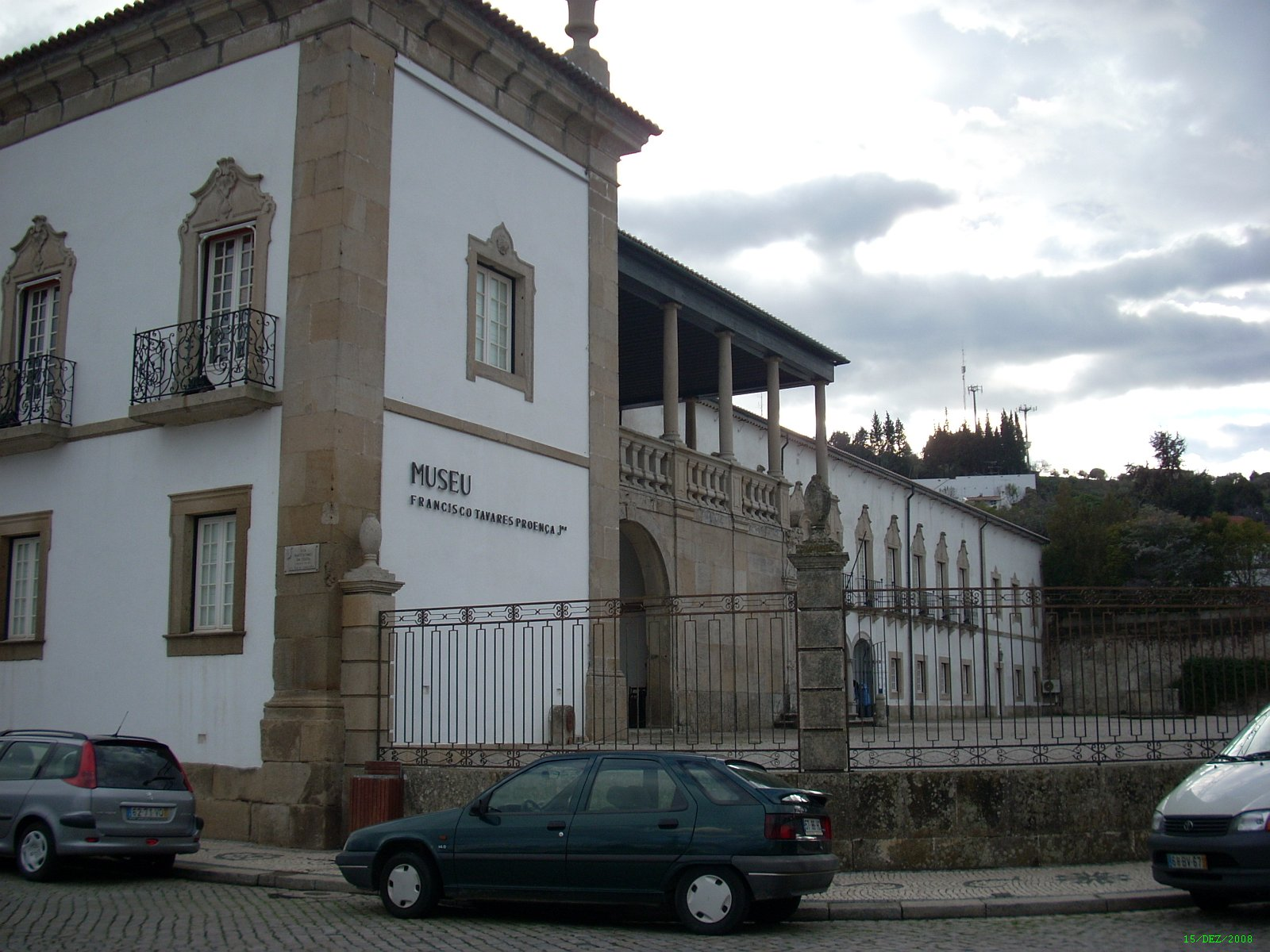
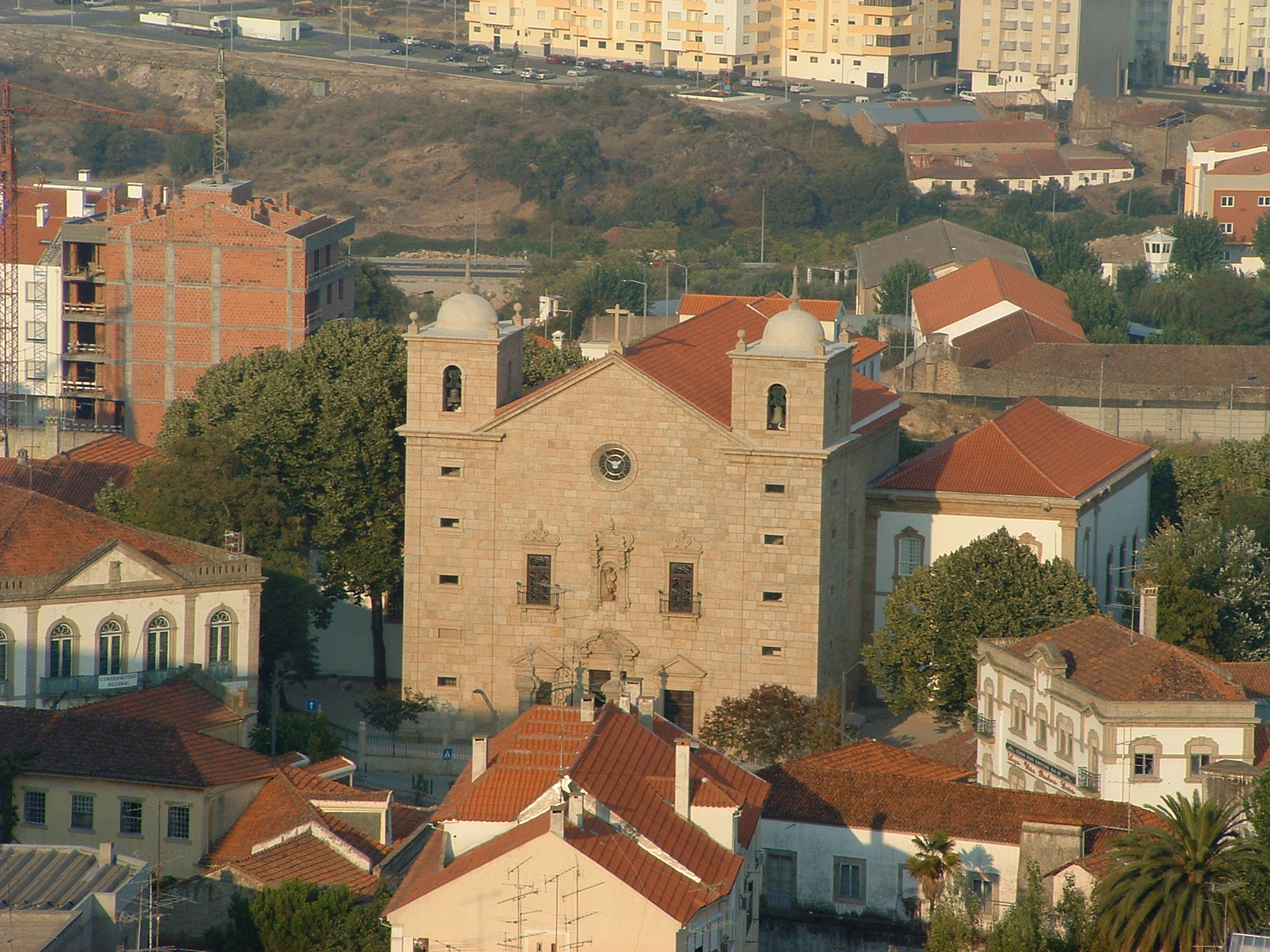

## أعلام
- جواو أفونسو
- فيليبي ميغيل لوبيز فيرنانديز
- بالتاسار ريجو سيفري

## وصلات خارجية
- الموقع الرسمي